# Elżbieta Muszyńska
Elżbieta Muszyńska (Lodz, 1943) es una urbanista y arquitecta polaca.

## Trayectoria
Ha sido presidenta del capítulo de Lodz de la Sociedad Polaca de Urbanistas. Es miembro de la Cámara Regional de Arquitectos de Lodz y del grupo de activistas Pewnych Osób. Se desempeña como profesora y coordinadora de la Cátedra de Diseño Urbano del Instituto de Arquitectura y Urbanismo de la Universidad Politécnica de Lodz, Polonia. Es también profesora de la Escuela de Arquitectura de la Facultad de Ecología y Gestión de Varsovia.

## Publicaciones
Sus publicaciones se refieren a temas relacionados al urbanismo. Entre ellas se destaca el libro Problem zagrożonych reliktów urbanistycznych małych miast (1977).

## Premios
- 2012: Medalla de oro por trayectoria de servicio para docentes de la Universidad de Lodz.[6]

## Familia
Se casó con el arquitecto Krzysztof Muszyński con quien tuvo dos hijos, Anna (historiadora de arte) y Krzysztof (arquitecto).